# ルノー・21
ルノー・21(Renault 21/R21)は、フランスのルノーが製造・販売していた自動車である。

## 概要
1986年3月に前輪駆動（FF）中型車であるルノー・18の後継型として発売された。基本デザインはイタリアの名門・ジョルジェット・ジウジアーロが手がけた。当初は4ドアセダンのみで数ヵ月後にステーションワゴン版である「ネヴァダ」（Nevada）（イギリスでの車名は「サヴァナ」/Savanna）が追加された。
先代R18では室内の狭さが不評だったこともあり、ホイールベースが約200mm伸ばされクラス随一の室内空間を獲得した。ユニークなことにエンジンによって横置きと縦置きが存在した。その理由は当時のルノーには2.0L以上のエンジンの発生トルクに対応できる横置き用のギアボックスがなかったことが原因。縦置きモデルと横置きモデルではホイールベースが約60mm相違している。エンジンは全て直列4気筒SOHCで、エンジンルームは縦置き、横置きどちらにでも対応できる広さがあった。
生産は本国フランスをはじめ、トルコのオヤック・ルノー、コロンビア、中国、アルゼンチン（ルノー・アルゼンチン）、チリ、台湾、ベルギー(RIB)、イラン（サーイパー）と多くの工場で行われた他、当時ルノーが提携していたアメリカのアメリカン・モーターズ(AMC)からもルノー・メダリオンとして1986年の後半に登場したが、翌1987年の8月にルノーはAMCをクライスラーに売却したため「メダリオン」は新たに立ち上がったイーグルブランドに変更され、「イーグル・メダリオン」として販売された。
1989年6月にアウディ・80やプジョー・405といったライバル車が登場して、販売が落ちていたR21はマイナーチェンジにより「フェイズ2」へと進化。ヘッドランプ周り(除くターボ)、テールランプ、空調操作部などが大きく変更されると同時に5ドアハッチバックやビスカスカップリング式四輪駆動である「クアドラ」等を追加。5ドアハッチバックモデルは、フランス国内ですぐにセダンを追い抜き売れ筋モデルとなった。
1992年4月にトリム(グレード)名が変更され、それまでのTX,GTS,TXEなどに代わり新たに下からプリマ（Prima）、マネジャー（Manager）そしてアリゼ（Alize）という名称になり、同時に1.7Lと2.0L 12V、2.0Lターボに三元触媒が装着された。
1993年5月ワゴンのR21 ネヴァダが単に「ルノー・ネヴァダ」と改名される。
1994年に4ドアセダンと5ドアハッチバックは生産を終了し、後継モデルのラグナに引き継がれ、ネヴァダは1995年9月にラグナ・ワゴンが登場するまで継続生産された。累計生産台数は2,096,000台（セダン1,684,000台、ワゴン412,000台）。

### 日本への輸入
日本では当時の正規輸入代理店であるJAXによって、全て4ドアセダンボディで2,200ccに4速オートマチックの組み合わせの「TXE」と、2,000ccターボエンジンに5速MTの組み合わせの「ターボ」が輸入、販売されていた。2,000ccターボエンジンに5速マニュアル、駆動方式を4WDとした「ターボクアドラ」（TurboQuadra ）も少数輸入、販売された。

### ガソリンエンジン
| トリム       | モデルコード | 排気量   | 最高出力                     | 最大トルク          | エンジンコード | 燃料供給方式 | 触媒 | 0-100 km/h | 最高速度 | 生産期間        |
| ------------ | ------------ | -------- | ---------------------------- | ------------------- | -------------- | ------------ | ---- | ---------- | -------- | --------------- |
| TL, GTL      | B/L48D       | 1397 cm³ | 51 kW (69 PS) bei 5250/min   | 106 Nm bei 3000/min | C2J 770        | キャブレター | 無   |            |          | 06/1988–10/1993 |
| TL, GTL      | B/L481       | 1721 cm³ | 55 kW (75 PS) bei 5000/min   | 125 Nm bei 3250/min | F2N 712        | キャブレター | 無   | 12,0 s     | 173 km/h | 03/1986–12/1987 |
| TL, GTL      | B/L48F       | 1721 cm³ | 54 kW (73 PS) bei 5000/min   | 127 Nm bei 2750/min | F3N 726        | 燃料噴射     | 有   | 12,5 s     | 172 km/h | 07/1986–02/1994 |
| TS, GTS, TSE | L482         | 1721 cm³ | 68 kW (92 PS) bei 5750/min   | 138 Nm bei 3000/min | F2N 710        | キャブレター | 無   | 10,7 s     | 185 km/h | 03/1986–03/1993 |
| TS, GTS, TSE | B/L48E       | 1721 cm³ | 69 kW (94 PS) bei 5200/min   | 143 Nm bei 3000/min | F3N 722/723    | 燃料噴射     | 有   | 10,7 s     | 185 km/h | 03/1986–02/1994 |
| TS, GTS, TSE | B/L48E       | 1721 cm³ | 66 kW (90 PS) bei 5250/min   | 140 Nm bei 3000/min | F3N 722/723    | 燃料噴射     | 有   |            |          | 09/1989–06/1994 |
| GTX, TXE     | B/L48C       | 1995 cm³ | 88 kW (120 PS) bei 5500/min  | 168 Nm bei 4500/min | J7R 746/747    | 燃料噴射     | 無   | 9,7 s      | 200 km/h | 03/1986–12/1993 |
| GTX, TXE     | B/L48K       | 2165 cm³ | 79 kW (107 PS) bei 5000/min  | 169 Nm bei 3500/min | J7T 754/755    | 燃料噴射     | 有   | 9,9 s      | 192 km/h | 07/1986–06/1994 |
| RX           | L483         | 1995 cm³ |                              |                     | J7R 750/751    | 燃料噴射     |      |            |          | / - /           |
| TXI          |              | 1995 cm³ | 103 kW (140 PS) bei 6000/min | 176 Nm bei 4300/min | J7R            | 燃料噴射     | 無   |            |          |                 |
| TXI          | B/L48R       | 1995 cm³ | 99 kW (135 PS) bei 6000/min  | 174 Nm bei 4300/min | J7R 740        | 燃料噴射     | 有   | 9,6 s      | 203 km/h | 02/1990–06/1994 |
| Turbo        | L48L         | 1995 cm³ | 129 kW (175 PS) bei 5200/min | 270 Nm bei 3000/min | J7R 752        | 燃料噴射     | 無   | 7,4 s      | 227 km/h | 04/1987–10/1993 |
| Turbo        | L48L         | 1995 cm³ | 119 kW (162 PS) bei 5500/min | 260 Nm bei 3000/min | J7R 756        | 燃料噴射     | 有   | 8,1 s      | 222 km/h | 02/1990–10/1992 |

J7系エンジン以外は横置き。この他にトルコ、ポルトガル、ユーゴスラビア向けに1,400ccがあり、アルゼンチンとコロンビア向けに1,600ccがあり、その他の西欧諸国向けには1,700cc、2,000cc、2,200ccと2,000ccのターボエンジンを積む高性能版に、1,900ccと2,100ccのディーゼルエンジン、2,100ccのターボディーゼルエンジンが用意された。

## 逸話
「21」は、チェコスロバキアで1989年のビロード革命を主導し、チェコスロバキア民主化後最初の大統領、およびチェコとスロバキア分割後のチェコ共和国初代大統領を務めた劇作家のヴァーツラフ・ハヴェルが、自らの意向で大統領公用車として用いた乗用車である。
ビロード革命時に、当時のポルトガル大統領マリオ・ソアレス（自身もまたポルトガルのサラザール独裁政権と戦った人物であった）は革命による民主化支持の意を込め、ハヴェルらに1台のルノー・21TSEを寄贈する手配を行ったが、その21は1989年12月、ハヴェルが大統領に就任した日にようやく首都プラハに到着した。ハヴェルはこの贈り物をいたく喜び、権力的なリムジンの類には見向きもせずに、1.7L前輪駆動の平凡な中型実用セダンである「21」を大統領公用車として用いた。

## 車名
フランス語では「21」を「ヴァンテアン」(仏: vingt-et-un)と読む。

### オフィシャル
- RENAULT